# 問答魔法學院系列角色列表
問答魔法學院角色列表是科樂美所推出的街機遊戲《問答魔法學院》（以下簡稱為QMA）系列的登場人物說明。

## 學生（玩家角色）
玩家主要扮演魔法學園的學生。以下的記載全部為預設名稱，每位玩家可以決定自己的名稱（QMA2最多輸入五個字、QMA3之後最多六個字）。QMA1桑德斯與瑪拉莉亞是在2004年1月的版本更新時以轉學生的設定所新增的角色。QMA2是泰格與百合，QMA3則是優&皐月與楊楊。
沒有選擇哪位學生對測驗而產生對玩家不利的事情。
在只有與電腦對戰的時候人物名稱會顯示「COM名稱」，QMA3只有特定的登場人物回顯示其他的名稱（通稱：稀有COM），通常在魔法蛋孵化完畢居多。優&皐月、露琪亞、夏蓉、瑪拉莉亞沒有稀有COM名稱。
QMA3以後移動全國大會以及QMA4的全國淘汰賽，登場人物通常會騎乘魔法掃帚移動。只有少數人物會騎乘杖或是長柄刷以及飛彈等。
哈爾德、利克、艾可、梅蒂亞、米、瑪雅是第七學院的學生，其他含NDS版原創角色都是第一學院的學生。兩者比較大的差別在於制服顏色，第一學院為黑色，而第七學院則是偏深藍。
除NDS版原創角色外，其他人的制服全在東京魔導書做統一樣式的動作，全面改成灰色西裝制服為主，其正式名稱：東京世界制服。

### 男學生
萊昂（Leon，配音員：檜山修之）
COM名稱：魯兹（ルッツ）/Yurugu（ユルグ）（稀有名稱：正弘大人（マサヒロサマ））
東京世界所使用的化名：獅子堂 禮雄
紅髮少年。是個熱血少年，不過他的個性稍微單純。喜歡與別人比賽而非常吵鬧。
賽利歐斯（Serious，配音員：子安武人）
COM名稱：馬特烏斯（マテウス）/雷克多（レクトール）（稀有名稱：死亡馬特烏斯/VJGYO）
東京世界所使用的化名：芹澤 了
聰明伶俐的銀髮少年。
凱爾（Kaile，配音員：關通利）
COM名稱：馬克（マルコ）/阿貝爾（アーベル）（稀有名稱：/HIDEKI）
東京世界所使用的化名：甲斐 流
典型的好好先生，擅長料理。
拉斯克（Lask，配音員：奧真紀子）
COM名稱：（ジーク）/（稀有名稱：（まっはー））
東京世界所使用的化名：楠 正太郎
出生於富豪世家的綠髮少年，是位跳級生。
桑德斯（Thanders，配音員：矢田耕司（1、2）、稻田徹（3～））
COM名稱：哈特曼（ハートマン）/維克爾（ウィーグル）（稀有名稱：阿伏羅（アフロ））
東京世界所使用的化名：三田．S．雷藏
銀髮男性，平時制服和其他學生不同，來自他校的轉學生。
最初第一人稱是「私」，之後改為「我輩」。
泰格（Taiga，配音員：小野坂昌也）
COM名稱：龍（ドラゴン）/鯉魚（カープ）（稀有名稱：丹尼爾（ダニエル）/）
東京世界所使用的化名：西宮 大牙
來自西方的轉學生，制服風格極為新潮
優（Yu，配音員：佐藤利奈）
COM名稱：伊織（イオリ）/千尋（チヒロ）
東京世界所使用的化名：橘 優
皐月的弟弟，與拉斯克和阿珞薇同為跳級生。
哈爾德（Hald，配音員：福山潤）
COM名稱：凱德（ケント）/萊德（ライト）
東京世界所使用的化名：綾小路・V・春斗
自稱「追求世界的真實」第七學院的學生，頻繁地常有中二病發言。第一人稱是「俺」。
利克（Rick，配音員：日野聰）
COM名稱：真（シン）/馬魯克（マルク）
東京世界所使用的化名：六道 陸
第七學院的格鬥科學生，第一人稱是「俺」。

#### DS版原創男學生
庫洛尼卡（Chronica，配音員：綠川光）
COM名稱：米爾多（ミルト）/利奇（リッキー）/塔洛尼卡（タロニカ）/
DS版新增的男性角色，非常神秘的學生。
實際上是萊拉的雙胞胎弟弟，以前是個善良的人，突然消失在萊拉面前並且策劃讓魔人復活。喜歡咖喱飯與真實的感情以及黑色，討厭魚肉山芋與基本原則以及白色。
後於ロストファンタリウム再次登場。
凱歐斯（Chaos，配音員：杉田智和）
COM名稱：卡爾瑪（カルマ）/席爾（シルバー）
DS2版新增的男性角色，後於ロストファンタリウム再次登場。

### 女學生
露琪亞（Ruquia，配音員：桑島法子）
COM名稱：迪雅娜（ディアナ）/畢爾妲（ヒルダ）
東京世界所使用的化名：秋留野 露琪亞
本作的女主角，在女學生當中胸部最大，擅長體育科，不擅長細膩思考的事。
夏蓉（Shalon，配音員：浅野真澄）
COM名稱：/雷亞（レイア）
東京世界所使用的化名：平小路 紗呂
留著金色長髮的少女。是個有錢人家的大小姐個性相當傲慢。除了年幼的阿珞薇外，在女學生當中胸部最小。不喜歡讓別人看穿她腦筋不靈光。
克拉拉（Clala，配音員：田村由香里）
COM名稱：法妮（ファニー）/納塔莉（ナタリー）（稀有名稱：/）
東京世界所使用的化名：倉敷 克拉拉
留著辮子的茶髮少女。平時戴著眼鏡。喜歡製作點心的優等生。沒有考慮太多而想要成為賢者。害羞的她原本不擅長騎乘掃帚，後來努力的結果敢騎乘，而從某位賢者授予不可思議杖作為獎賞。
在QMA3裡升級為賢者後為拿下眼鏡的樣子。到QMA4開始新增的購買部當中的紙娃娃配件「隱形眼鏡」可讓眼鏡角色卸下眼鏡，供玩家自由選購，QMA5以後角色立繪固定有眼鏡
阿珞薇（Aloe，配音員：落合祐里香）
COM名稱：米魯絲（ミルス）/瑪莉（マリー）、稀有名稱：千代（ちよちゃん）/MARS
東京世界所使用的化名：小山內 有江
留著紅色長髮綁上巨大緞帶的少女。與拉斯克同樣是跳級生。父親是醫生，母親則是護士。對於「馬上會長大」而買了特大號的制服而苦惱。因此她穿著單件上衣沒穿著裙子。在QMA2髮色從原本的茶色變成紅色，髮型從原本的直髮變成雙馬尾。
QMA3以後的全國大會模式以及QMA4移動的時候，畫面顯示騎著掃帚的姿勢。頭上綁著紅色的大蝴蝶結。
而來到東京世界之後，才終於有符合她身材的全套新制服。
在科樂美公司的音樂遊戲pop'n music 13 carnival以來賓身分登場。而在PSP專用遊戲軟體《潛龍諜影：Portable Ops+》裡有穿著迷你阿珞薇造型設計迷彩的強化士兵「QUIZ MAGIC ACADEMY兵」登場。
瑪拉莉亞（Malariya，配音員：永島由子）
COM名稱：安薩莉（アザリン）/伊莎貝拉（イザベラ）
東京世界所使用的化名：毒島 闇子
與桑德斯、泰格同為轉學生，只是轉學的理由，本人表示不知道。
平時制服和其他女學生不同，制服風格是魔女。
百合（Yuri，配音員：廣橋涼）
COM名稱：夏美（ナツミ）/沙羅（サラ）（稀有名稱：華麗之星（かれいなほし））
東京世界所使用的化名：大拳 百合
活潑體育系女孩，格鬥科學生。
和同為體育科的露琪亞是好朋友。
楊楊（Yang Yang，配音員：大原沙耶香）
COM名稱：云云（ユンユン）/悠悠（ヨンヨン）（稀有名稱：JUN）
東京世界所使用的化名：楊楊
中華風格的女孩，但家裡經濟貧困，因而討厭有錢人。
在女學生當中繼露琪亞和梅蒂亞後胸部最大，口頭禪是「アル」。
非常不擅長念書，台詞偶爾會用到日本麻將用語。
理愛兒（Riel，配音員：後藤邑子）
COM名稱：圓（マドカ）/科朗（コロン）
東京世界所使用的化名：秋內 理惠
在QMA3官方網站的「購買部」首次登場的綠色短髮女性。是學園商業科的學生。穿著像女傭風格的制服，腰部掛著皮包。
跟皐月是好朋友，不過她看不到皐月變成幽靈的樣子。
喜歡方便的道具以及蘋果派、阿薩姆紅茶。討厭贗品以及黑色惡魔（蟲）。
艾可（Aiko，配音員：釘宮理惠）
COM名稱：（マイコ）/米可（ミイコ）
東京世界所使用的化名：相澤 愛子
和瑪雅是青梅竹馬的好友
梅蒂亞（Media，配音員：喜多村英梨）
COM名稱：安潔（アンジェ）/瑪麗亞（マリア）
東京世界所使用的化名：芽出愛 桃
與莉迪雅老師同為妖精族。
就讀醫療科，其服裝是護士服。胸部可與露琪亞批敵。
到達東京世界後換成與他人一樣的一般制服，但是身穿粉紅色的外套以示區隔。在學院時期為飄逸長髮，來到東京世界後變成單馬尾。
米（Myu，配音員：竹達彩奈）
COM名稱：秀（シュー）/柚（ニュー）
東京世界所使用的化名：壬生 美夕
與阿珞薇和拉斯克、優同為跳級生。
有隻魔法寵物熊，名字是「瑪蒂」，小名叫做「小豬」。
瑪雅（Maya，配音員：加藤英美里）
COM名稱：瑪珂（マコ）/麻美（マミ）
東京世界所使用的化名：黒守 摩耶
和艾可是青梅竹馬的好友
學院時期為黑長直角色，來到東京世界後髮尾有綁起來。
薇妮(薇蕾莎)（配音員：照井春佳）
QMA曉之鐘擔當主持人和負責實況。
東京世界所使用的化名：刃霸 小兔
平時有戴眼鏡，是位個性內向的女學生。此時名字是薇蕾莎。
只要在實況進行中拿麥克風會改變個性，個性變得十分活耀又帶有熱情，連同服裝會換裝。
其實是瓦拉道斯校長的孫女，但周圍的人們不知道這件事。
喜歡兔子、戰鬥實況和特別情報。討厭假情報。
於「東京魔導書」因無法去異界取材而一度失望。
但後來不明原因就通過曉之賢者的考驗而成為第22位曉之賢者，終於能與眾人一起去東京世界取材。

#### DS版原創女學生
萊拉（Lila，配音員：中原麻衣）
COM名稱：克蕾瑪斯（クレマンス）/
DS版新增的女性角色，由於羅馬諾夫老師的推薦而來到學園。她的雙親與羅馬諾夫老師認識，拜託他照顧萊拉。
後於ロストファンタリウム再次登場
賽菈（Lila，配音員：野中藍）
COM名稱：（ヤヨイ）/
DS2版新增的女性角色，初登場時就呈現失憶狀態。
後於ロストファンタリウム再次登場

## 教師
東京魔導書故事描述：因與困在東京世界的學生之聯繫只剩下魔導書=智慧手機，為維持魔導書魔力，教師們都換上增強魔力的衣裝。 
皐月（Satsuki，配音員：佐藤利奈）
東京世界所使用的化名：橘 皐月
優的姊姊。在QMA5之前都是以優的背後靈登場。
QMA6後擔任通識科的老師。
艾蜜莉亞（Amelia，配音員：田村由香里（1）、高橋智秋（2～））
東京世界所使用的化名：雨宮 晶子
留著淺藍色短髮的女性。帶著眼鏡。平常戴著三角帽子（偶爾也由拿下帽子的模樣），外表感覺像個魔女。在QMA1擔任全國線上淘汰賽以及各種選擇畫面等主要司儀。
QMA6前擔任通識科的老師，至皐月回歸後轉為文科老師。
瑪蓉（Marron，配音員：水橋香織）
東京世界所使用的化名：栗山☆瑪美
留著粉紅色短髮的女性。外表像個「魔法少女」的感覺。喜歡電腦遊戲，特別是早期的遊戲。與她的名字一樣，喜歡吃喜歡蒙布朗蛋糕（使用栗子）。討厭延期發售以及海膽。
亦擔任動漫遊戲科的老師。
加魯達（Garuda，配音員：若本規夫）
東京世界所使用的化名：加魯・達斯卡蘭斯
擔任體育科的鳥人族老師。
法蘭西斯（Francis，配音員：檜山修之（1）、笹沼晃（2～））
東京世界所使用的化名：富良野 右京
擔任演藝科的老師。
莉迪雅（Lidya，配音員：牧島有希）
東京世界所使用的化名：森野 弓美
擔任生活科的老師，和梅蒂亞同為妖精族。
米蘭妲（Miranda，配音員：石塚さより）
東京世界所使用的化名：黄金井 魅羅
衛斯的妻子，別稱「保健室老師」。
艾莉莎（Elisa，配音員：井上喜久子）
東京世界所使用的化名：寶塚 英理
QMA5初次登場的人物，負責社會科的老師。
衛斯（Wies，配音員：成田劍）
東京世界所使用的化名：黄金井 凱
QMA5初次登場的人物，在QMA8之後負責理科的老師。
瓦爾·瓦·瓦拉道斯（Val･Va･Valados，配音員：西村知道）
東京世界所使用的化名：刃霸 蠻
魔法學園的校長。薇妮(薇蕾莎)的爺爺。
天之學舍版本之前幾乎不露面，在曉之鐘版本為了讓學生成為曉之賢者，自己成為學生面對的最後一個對手。
羅馬諾夫（Romanov，配音員：郷里大輔）
QMA7之前的理系專任教師。全盛時期魔力為全教師之中最強，僅次於前作幾乎完全不露面的校長；於部分作品中兼任代理校長一職。
但鄉里大輔已在2010年1月逝世，所以官方在QMA8之後就讓該角色退休。

## 學院相關
荻愛兒（配音員：赤﨑千夏）
瑟雷斯特（配音員：島崎信長）
QMA天之學舎的有翅妖精族的雙胞胎，並無表明自己是哥哥或姊姊的關係。
源浩太
QMA東京魔導書官方同人漫畫版的男主角
就讀曉月學園高中部，並自行成立報導部這社團
因為其母消失於「濃霧(瘴氣)」中，也自行調查「瘴氣」真正起因和曉之賢者們合作
具有將棒狀物品現化成劍的退魔之力，但能力目前不明瞭，只限於「濃霧(瘴氣)」裡才能使用。
最後得知此能力是グリム方借給他的力量，好讓グリム完成進化。
附身於其母的グリム將曉之賢者給打倒後意圖要殺害人類吸收生命力量，退魔之力被奪走的浩太仍執意要把附在其母身上的グリム給打飛。
此時21位曉之賢者全員給予他魔力並且成功打倒附身在其母身上的グリム，但很快與曉之賢者們告別，當然記憶並沒有隨著他們回去而消失。
稲荷（配音員：脇田昌代）
QMA東京世界的「グリムバスターズ」模式中擔當BOSS。
學生們面前現身的謎樣金髮少女。
她的目的無從得知。後來與哥哥 貂於續作WORLD EVOLVE一同支援曉之賢者的協助者。
貂（配音員：Tohru）
QMA東京世界的「グリムバスターズ」模式中同樣擔當BOSS。
稲荷稱呼他「哥哥」，其經歷卻是充滿謎團的青年。
兄妹兩人於續作WORLD EVOLVE成為支援玩家側的人物。

## 敵方
格林學生（配音員：同上述登場學生）
QMA WORLD EVOLVE的「グリムバスターズ」模式中擔當BOSS。
外型與學生(玩家角色)非常類似，僅髮色固定為白色，另外瞳孔色是紅色、有戴月亮造型的裝飾品這共同特徵。扣除薇妮以外的21位學生均會出現格林化的學生。
不過官方活動預告薇妮也會一起格林化，所以是全員22位學生都會有其格林化的外型。
實際上薇妮的格林化只是學院其他教師的假設，與其他格林學生並無關聯。另外他們生日是2月22日也是共通點之一。
而這21+1位會變身的學生，出現原因與目的均不得而知。
封印方式是將與其一起出現的瘴氣水晶給破壞後，由本尊把相對應的格林給封印。封印後在本尊的魔導書(手機外型)裡生活。
決戰結束後全員一同與曉之賢者共同學習魔法。以“強力的勁敵”名義於各模式出場。
與本尊相比，他們特定性格會相反或特定性格大幅強化。
安倍晴明（配音員：???）
QMA WORLD EVOLVE的最終頭目，於東京世界引發不少事件的幕後黑手，所有格林學生都稱她：那位大人。
之前洗腦貂兄妹為她做事，並附身於貂身上。
決戰最後曉之賢者與格林學生們聯合發動攻擊，結合陰陽兩方的調和之力將晴明身上的瘴氣消滅。
恢復原貌後呈現與稲荷同樣的髮色，從她親口證實貂兄妹是她的子孫。瓦爾校長並尊稱她為“精通魔法的前輩”。
MAXIVCORD中本身是東京世界的管理者。
今回借助曉之賢者們的魔法，並尋求出維持東京世界平穩的新方法。

## 開發小組
濱野隆
QMA系列製作人

## 參閱
- 問答魔法學院

## 外部連結
- （日語）軌跡的交叉官方網站 登場人物介紹頁（页面存档备份，存于）
- QUIZ MAGIC ACADEMY 人物介紹